# Fusigobius inframaculatus
Fusigobius inframaculatus är en fiskart som först beskrevs av Randall, 1994.  Fusigobius inframaculatus ingår i släktet Fusigobius och familjen smörbultsfiskar. Inga underarter finns listade i Catalogue of Life.